# Пабло Усос
Пабло Усос (ісп. Pablo Usoz, 31 грудня 1968) — іспанський хокеїст на траві.
Срібний призер Олімпійських Ігор 1996 року, учасник 1992, 2000 років.
Срібний призер Чемпіонату світу 1998 року.
Срібний призер Трофею чемпіонів 1997 року.